# Williamston (Michigan)
Williamston is een plaats (city) in de Amerikaanse staat Michigan, en valt bestuurlijk gezien onder Ingham County.

## Demografie
Bij de volkstelling in 2000 werd het aantal inwoners vastgesteld op 3441.
In 2006 is het aantal inwoners door het United States Census Bureau geschat op 3770, een stijging van 329 (9.6%).

## Geografie
Volgens het United States Census Bureau beslaat de plaats een oppervlakte van
6,7 km², waarvan 6,6 km² land en 0,1 km² water. Williamston ligt op ongeveer 273 m boven zeeniveau.

## Plaatsen in de nabije omgeving
De onderstaande figuur toont nabijgelegen plaatsen in een straal van 16 km rond Williamston.